# Solfjellsjøen
Solfjellsjøen (eller Solfjellsjyen) är den enda tätorten i Dønna kommun i Nordland fylke i norra Norge. Orten utgör kommunens centralort.